# Jaques Conceição
Jaques Leandro Nzadi da Conceição (Lisbona, 4 settembre 1989) è un cestista angolano con cittadinanza portoghese.
È il figlio di Jean-Jacques da Conceição.

## Carriera
Con l'Angola ha disputato i Campionati mondiali del 2019.